# Сенюкова
Сенюкова — деревня в Кудымкарском муниципальном округе Пермского края России.

## География
Располагается на правом берегу реки Нердвы южнее Кудымкара.

## История
До преобразования Кудымкарского муниципального района в муниципальный округ деревня входила в состав Ленинского сельского поселения.
Деревня называлась Санюкова, переименована в 2019 году. 

## Население
В 1980-х годах в деревне проживало около 60 человек. По данным Всероссийской переписи населения 2010 года, в деревне проживало 17 человек (9 мужчин и 8 женщин).